# ハスベルゲン (ニーンブルク/ヴェーザー郡)
ハスベルゲン (ドイツ語: Haßbergen) は、ドイツ連邦共和国ニーダーザクセン州のニーンブルク/ヴェーザー郡に属す町村（以下、本項では便宜上「町」と記述する）である。

## 地理

### 位置
ハスベルゲンは、ヴェーザー川沿いにブレーメンとハノーファーとのほぼ中間に当たり、ヴィルデスハウザー・ゲースト自然公園とシュタインフーダー・メーア自然公園との間に位置する。この町はロールゼンを本部所在地とするザムトゲマインデ・ヘームゼンに属す。

## 歴史
ハスベルゲンは1096年に初めて文献に記録されている。出土品や地名から、この集落はおそらく中世のかなり早い時期に成立したことが判っている。古い時代にはホーヤ伯に帰属しており、このため以前はグラーフシャフト・ホーヤ郡に属していた。1932年に地域改革によりニーンブルク/ヴェーザー郡に編入された。ハスベルゲンから北に生活道路が集落を通り抜け、さらに東に向かって伸びていた。この古い街道の一部はミンデン司教区とブレーメン司教区との境界をなしていた。1962年にマリア教会が建設された後、それまでの礼拝堂（この町の最も古い建物である）は放棄され、その後は時代とともに荒廃した。1986年には礼拝堂・教会の管理者は礼拝堂の取り壊しを申請した。取り壊しが差し迫ると、これによる取り返しのつかない喪失に対する危機感から、1988年4月に礼拝堂保存の利益共同体としてハスベルゲン郷土協会e.V. が設立された。1990年に古い礼拝堂は文化多目的スペースとして開放された。

## 行政

### 議会
ハスベルゲンの町議会は11議席からなる。

### 首長
名誉職の町長は、2006年からブルクハルト・シュメーデケ (CDU) が務めている。

### 紋章
基部は三峰の緑の山と銀の波帯。その上は赤地と金地に左右二分割。向かって左は、向かって左向きの銀の馬の頭部。向かって右は、黒い鐘楼。

## 文化と見所

### 文化
ハスベルゲンの旧教会では、郷土協会が朗読会や、歌、キャバレー、映画の夕べなどを開催している。また、サッカークラブのSCハスベルゲン、卓球のTTCハスベルゲン、テニスのTSVハスベルゲン、ケーゲルのKSCハスベルゲン、スケートクラブ・ハスベルゲン、射撃クラブ、体操のMTVハスベルゲンと、様々な種目のスポーツクラブがある。

## 見所
- 旧礼拝堂
- 古い農場

## 経済と社会資本

### 交通
この町は連邦道B215号線に直接面している。この道路は集落を二分している。この町は、この連邦道沿いにニーンブルク/ヴェーザーから北に約10km、フェルデン (アラー)から南に約25kmに位置する。

## 引用
1. ↑  Landesamt für Statistik Niedersachsen, LSN-Online Regionaldatenbank, Tabelle A100001G: Fortschreibung des Bevölkerungsstandes, Stand 31. Dezember 2023